# Dějiny Kragujevace
Kragujevac je město s historií sahající až do dob před příchodem Turků.

## Středověk
Poprvé je město zmiňované ve středověku, z tureckých zdrojů. Pod názvem Kragujofça již bylo tedy známo v roce 1476 – tehdy jako malá osada s počtem cca 30 domů. Podle archeologických nálezů však celá Šumadija byla osídlena již před 40 000 lety, v době paleolitu. Kragujevac existoval jako osada pravděpodobně ještě před příchodem Turků, nikdy ale nedosáhl statusu skutečného města až do jejich příchodu.
Během turecké správy spadalo město do kategorie tzv. kasaby a postupně se rozvíjelo na levém břehu řeky Lepenica. V 17. století mělo také i dva zájezdní hostince (karavanseráje).[zdroj?] Většina obyvatel byli Turci, kteří zde žili až do etnických nepokojů, které následovaly během prvního srbského povstání.

## 18. století
V 18. století město změnilo svého mocipána. Po staletí dlouhé turecké nadvládě se správcem města na 21 let (1718-1739) stalo Rakousko.

## 19. století

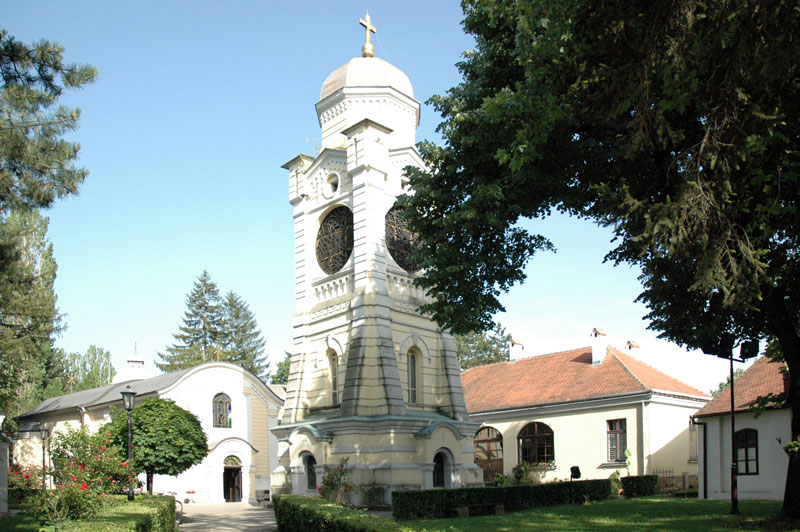
Starý kostel v Kragujevaci

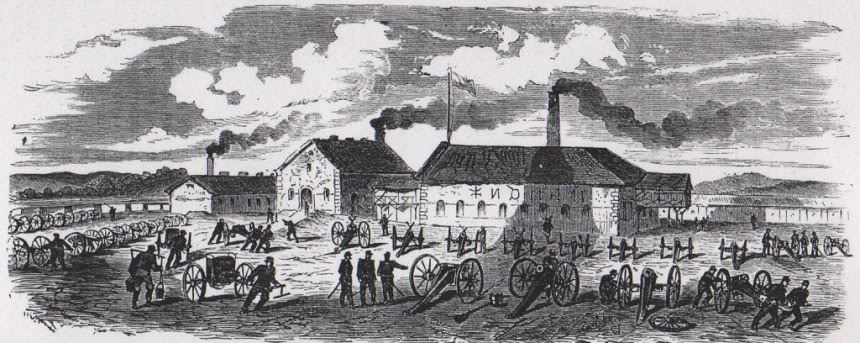
Továrna na výrobu děl (topolivnica) v roce 1851.

Rozvíjet se město začalo až po osvobození od Osmanské nadvlády v roce 1818, když ho Miloš Obrenović ustanovil hlavním městem nového srbského státu. Tento titul si město udrželo v letech 1818-1841. Moderní město se rozvíjelo směrem od místního Malého parku. Byl vybudován palácový komplex knížete, budova parlamentu, kostel, sídlo církve, škola, kasárna aj. Roku 1835 tu také byla prohlášena nová srbská ústava. V roce 1833 bylo v Kragujevaci zřízeno první srbské gymnázium, první soud (1820) i první divadlo. Jeho vznik inicioval Joakim Vujić.
V 2. polovině 19. století pokračoval růst Kragujevace jako významného srbského města. Kromě stále nemalého politického vlivu na celé Srbsko byl také důležitý jako kulturní centrum země; vznikla zde první střední škola v zemi (Prva kragujevačka gimnazija), první nemocnice a první tiskárna. Z města pocházeli, či v něm studovali a žili mnozí učenci, vědci i politici (Jovan Ristić, Mirko Jovanović, Đorđe Dimitrijević a další). V souvislosti s vznikem gymnázia bylo, stejně jako v případě řady dalších srbských měst, rozhodnuto o prvním územním plánu pro Kragujevac.
Roku 1851 tu byla úspěšně otevřena továrna na zbrojní výrobu (především odlévání děl); ta tak utvářela charakter výroby po celý konec 19. století i pro začátek století minulého. Jednalo se o druhou továrnu tohoto typu v zemi (po Bělehradu). Sloužila ryze pro potřebu modernizace a rozvoje srbské armády, její existence stála zcela stranou rodících se tržních podmínek, které ovlivňovaly rozvoj průmyslu. Závod se rychle rozvíjel díky státním zakázkám a i na konci 19. století, kdy již v Srbsku stály další továrny, např. na potravinářskou výrobu, se řadil stále k dominantním podnikům.
Po napojení města na železnici s Bělehradem a Niší v roce 1886 začal růst i vývoz do zahraničí. V roce 1891 získal Kragujevac urbanistický plán a roce 1905 získal i vodovodní řad.

## 20. století

### Počátek století
Počátek 20. století je v srbské historiografii vnímán jako zlatý věk[zdroj?]. Celá řada měst balkánského státu procházela dynamickým rozvojem. Nejinak tomu bylo i v případě Kragujevace, kde byl roku 1910 vypracován program "Pro modernizaci Kragujevace", který počítal nejen s rozsáhlejší infrastrukturní sítí, ale třeba i s tramvajovým systémem. K realizaci velkolepého plánu nedošlo, neboť již o dva roky později vypukla první z balkánských válek. Vybudován byl nicméně nový vodovod, který zajišťoval dostatek pitné vody ve městě a budova soudu. Další významnou ranou pro město byla 1. světová válka. Do Kragujevace byly přesunuty některé důležité státní instituce, včetně velitelství armády, město ztratilo 15 % svých obyvatel.
V polovině roku 1918 došlo v Kragujevaci ke vzpouře slovenských vojáků v rakousko-uherské armádě. Vzpoura byla násilím potlačena. Město bylo osvobozeno dne 26. října 1918 po prolomení Soluňské fronty.
V meziválečné Jugoslávii dostalo město nový urbanistický plán, který zpracoval architekt Mihailo Radovanović z Bělehradu v letech 1931-1936. Podle něho mělo mít rozlohu až 690 ha. Podstatně byl rozšířen také vojensko-technický závod, který se stal největším zaměstnavatelem ve městě. Před vypuknutím druhé světové války v roce 1941 dával práci okolo dvanácti tisícům lidí.

### Druhá světová válka

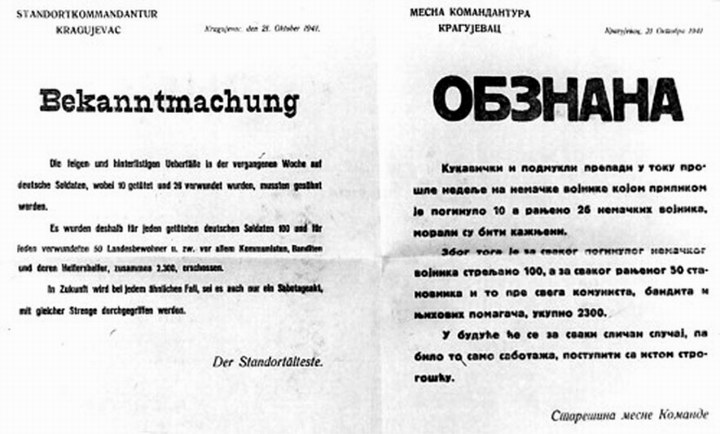
Oznámení o odvetné akci během německé okupace města (1941).

Nedlouho po obsazení Jugoslávie fašistickými vojsky sousedních států došlo k ozbrojenému povstání. Tzv. Užická republika zasahovala až ke Kragujevaci, nicméně město Němci dokázali rychle obsadit.[zdroj?] Místní obyvatelstvo však poskytovalo podporu vzbouřencům. To se nicméně nelíbilo okupačním silám, které se rozhodly pro rázný a odstrašující krok. Dne 21. října roku 1941 fašisté zabili přibližně 2 300 obyvatel. Mezi oběťmi masakru byla řada studentů gymnázia, jakož i obyčejných obyvatel města. Po skončení konfliktu byl v blízkosti Kragujevace vybudován na jejich počet pamětní komplex s řadou soch.
Během společné vojenské operace ve dnech 15.-21. října 1944 Kragujevac osvobodily společně jednotky jugoslávských partyzánů (Šestá úderná brigáda) a Rudé armády. Německé vojsko se stáhlo po prohrané bitvě ve směru ke Kraljevu.

### Poválečná léta
Po válce byla nutná obnova a město se rovněž začalo modernizovat. První pětiletka nicméně nepřinesla Kragujevaci velký ekonomický úspěch; roztržka mezi Josipem Brozem Titem a Stalinem vedla k zastavení vzájemné hospodářské spolupráce, což mělo značný dopad na vojenský průmysl, budovaný právě v Kragujevaci. Došlo k rychlému propadu počtu zaměstnaných a odlivu lidí do dalších měst v zemi, kde hledali pracovní příležitosti.

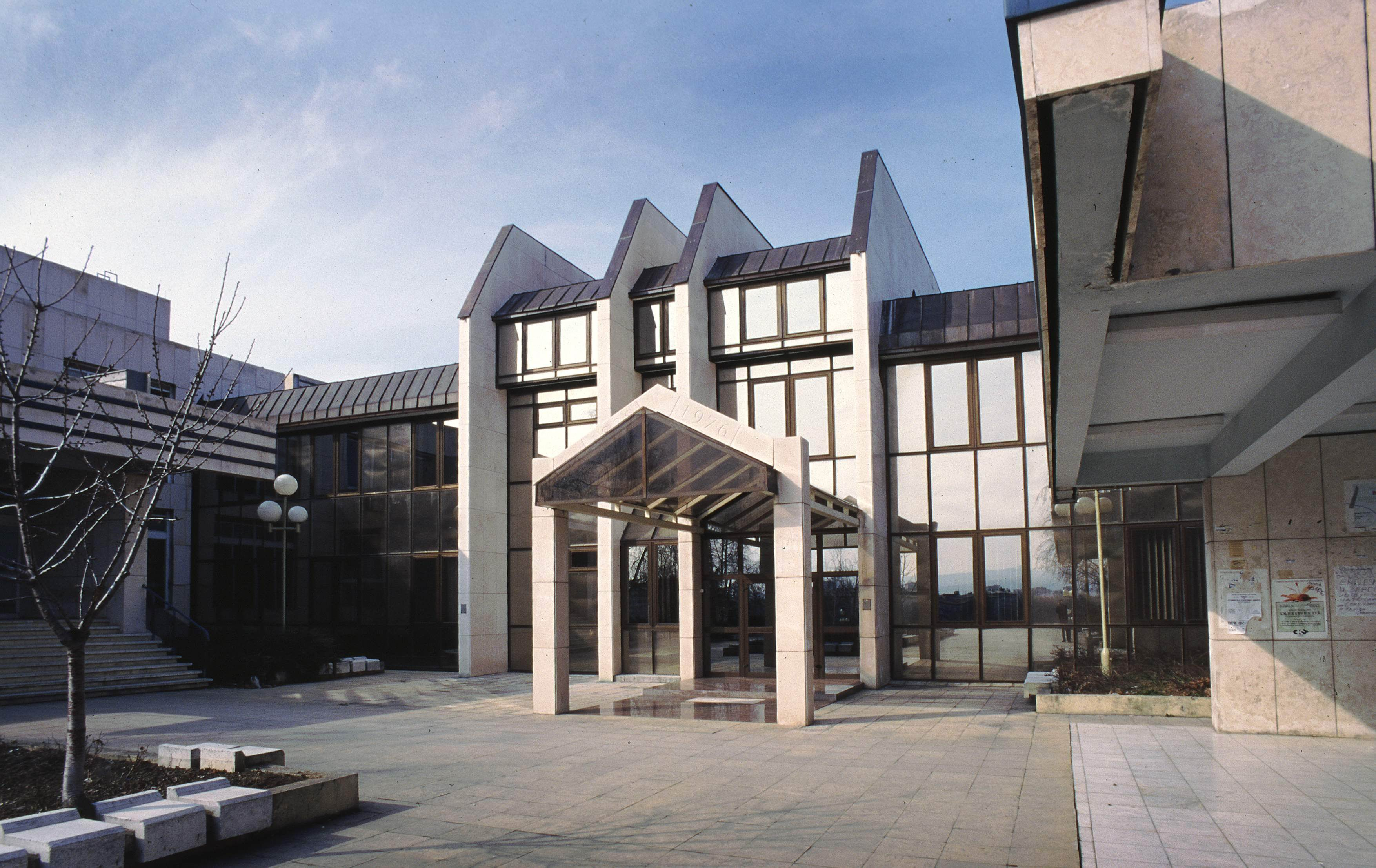
Část komplexu kragujevacké univerzity

V roce 1976 získalo vlastní univerzitní kampus. Kragujevac tak následoval regionální metropole Srbska (Novi Sad a Prištinu). V rámci místní univerzity fungovala strojní a technická fakulta, která zajišťovala odborníky pro místní podniky. Mezi ty patřila především automobilka (moderní byla dokončena roku 1953), textilní a kožedělné závody; velká část výroby z nich šla opět na vývoz (proslulé automobily Yugo). V době své největší slávy, automobilka Zastava zaměstnávala desetitisíce lidí. V roce 1989 dosahoval průměrný domácí produkt na hlavu 3389 USD, který se během krize v 90. letech snížil na pouhých několik stovek.
Útlum přinesla až občanská válka v 90. letech a následné hospodářské sankce. Nejtěžší ránu automobilovému průmyslu zasadilo bombardování letectvem NATO v roce 1999. Přestože automobilka prochází rekonstrukcí a modernizací pod vedením italského koncernu Fiat, město stále trápí ohromná nezaměstnanost.